# Auricularia (holothurie)
Pour les articles homonymes, voir Auricularia.

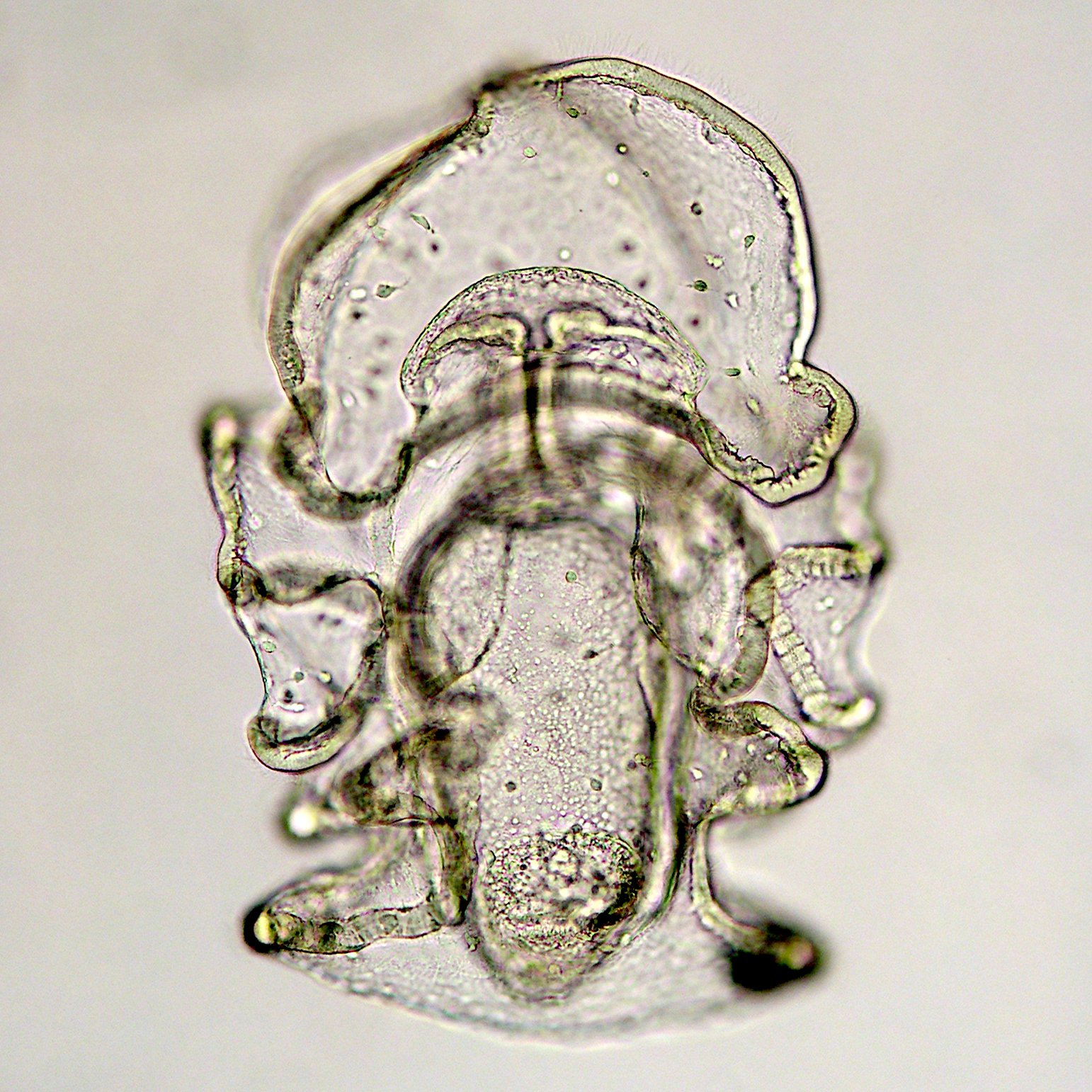
Auricularia, larve d'holothurie sous stade planctonique.

Auricularia est le nom que l'on donne au stade planctonique des larves d'holothuries.

## Description

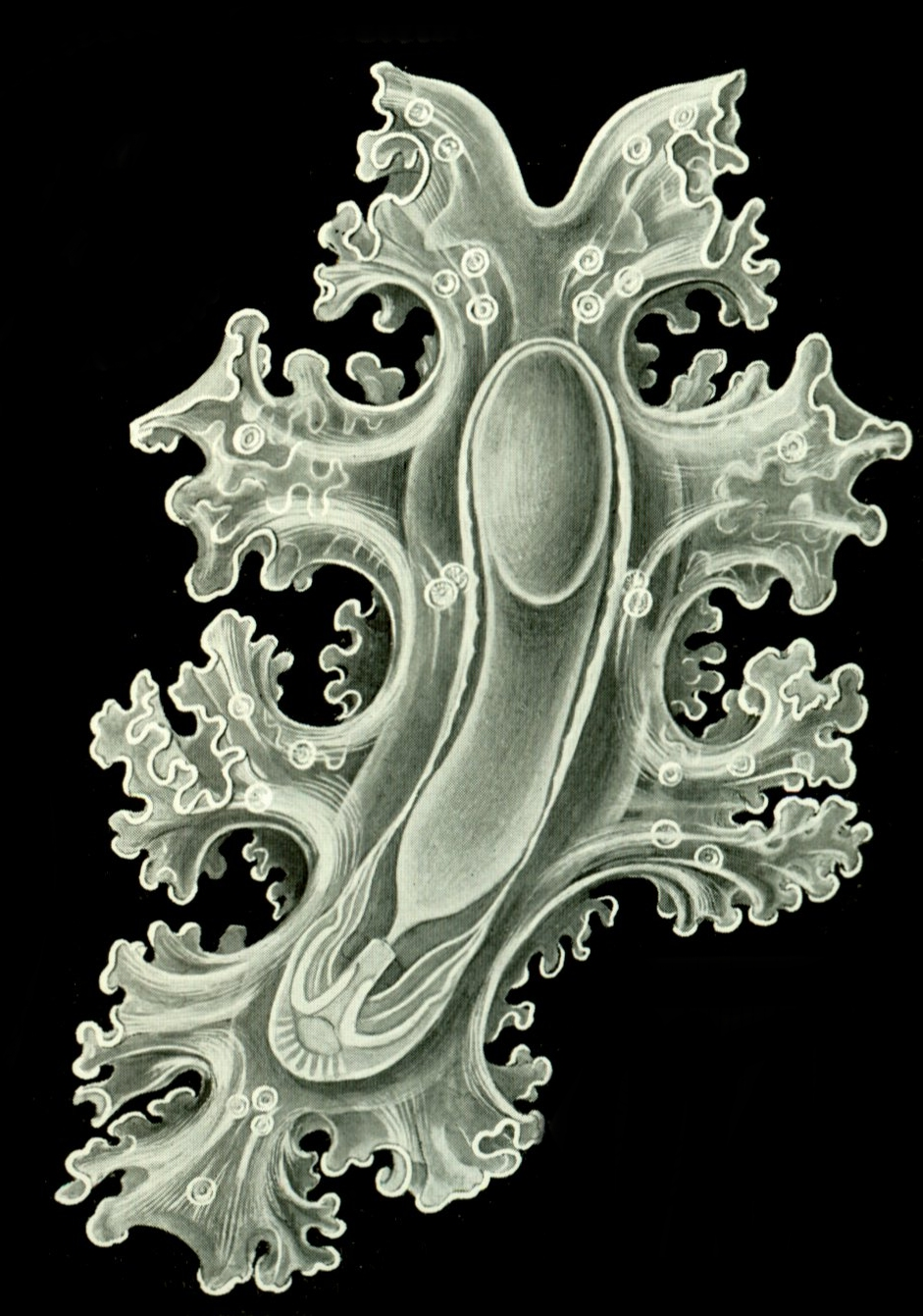
Auricularia dessinée par Ernst Haeckel.

L'auricularia est la principale forme larvaire de l'holothurie après l'éclosion de son œuf en pleine mer. Elles dérivent parmi le plancton pendant plusieurs jours ou semaines (voire mois), se nourrissant de phytoplancton grâce à son épiderme cilié, avant de se fixer sur un substrat pour entamer leur métamorphose. L'auricularia est la larve compétente qui subit la métamorphose : après des métamorphoses complexes, elle précède le stade benthique (dont la première forme s'appelle « doliolaria »), dont la morphologie est similaire à l’adulte, excepté la taille et la maturité sexuelle.

Cependant, chez de nombreuses familles la larve se développe directement en doliolaria, sans passer par le stade auricularia (stade toutefois présent chez la plupart des familles communes, notamment les Holothuriidae, les Stichopodidae et les Synaptidae).
Ces larves ont une symétrie bilatérale, contrairement aux échinodermes adultes qui sont pentaradiés (symétrie radiale d'ordre 5) : ces larves sont donc la preuve que les échinodermes sont bien des bilatériens.

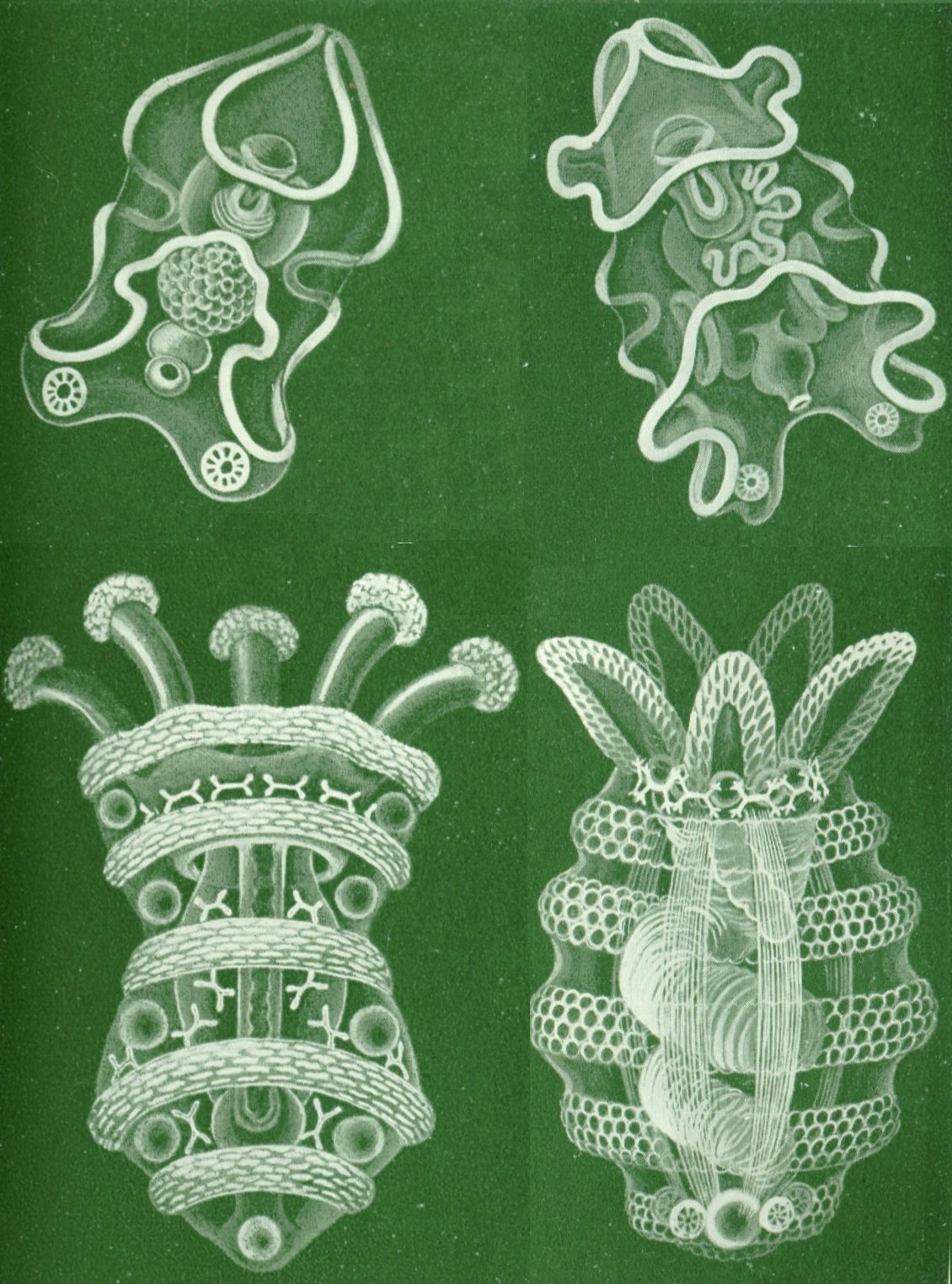
Quatre stades larvaires successifs (d'auricularia à doliolaria, sens horaire) par Haeckel.